# 小行星4942
小行星4942（Munroe 4942）是一颗围绕太阳公转的小行星。1987年2月24日，亨利·德波鸿诺在拉西拉天文台发现了此天体。
这颗小行星的绝对星等为11.31988007368162等。